# Риго (Пескара)
Риго (итал. Rigo) је насеље у Италији у округу Пескара, региону Абруцо.
Према процени из 2011. у насељу је живело 18 становника. Насеље се налази на надморској висини од 483 м.